# Nistorești
Nistorești est une commune du județ de Vrancea en Roumanie.